# Grégoire Puel
Pour les articles homonymes, voir Puel.
Grégoire Puel, né le 20 février 1992 à Nice, est un footballeur français qui évoluait au poste d'arrière latéral droit, reconverti comme entraîneur.
Il est le fils du footballeur et entraîneur Claude Puel, et le frère aîné du footballeur Paulin Puel.

## Biographie

### Joueur

#### Les débuts
Grégoire Puel commence le football à l'AS Monaco, club alors entraîné par son père, Claude, où il pratique également le tennis, l'équitation et le karaté. Il suit ensuite son père en intégrant le centre de formation du Lille OSC en 2002. En 2007, il dispute avec la sélection de la Ligue du Nord-Pas-de-Calais la Coupe Nationale des 14 ans à Clairefontaine, en compagnie de Mehdi Abeid. En 2010 il intègre l'Olympique lyonnais en 2010 alors que son père en dirige les équipes premières.  
Mais l'expérience de Claude Puel à l'Olympique lyonnais se passe mal et celui-ci quitte le club en 2011. Alors qu'il pensait être « libéré d'un poids » à la suite de son départ, Grégoire estime avoir été « boycotté » et affirme que l'entraîneur de l'équipe réserve aurait reçu des consignes pour ne plus le faire jouer,,. 
En 2012, il effectue des essais non concluants en Espagne, en Suisse, au Danemark, au FC Istres et au CS Sedan-Ardennes. En fin d'année, il rejoint finalement l'OGC Nice, le club de sa ville natale, dirigé par son père depuis l'été précédent. Attaquant ou milieu offensif de métier, il est alors repositionné au poste d'arrière latéral droit,,.

#### OGC Nice (2013-2015)
Le 16 février 2013, à la suite des blessures de Romain Genevois et Lloyd Palun, Grégoire Puel dispute son premier match professionnel lors de la 25e journée de Ligue 1 face au SC Bastia en tant que titulaire (victoire 0-1),. Le 26 avril 2013, il signe son premier contrat professionnel. Il dispute pour sa première saison professionnelle huit matches de championnat.
Le 29 août 2013, il dispute son premier match de coupe d'Europe en Ligue Europa face à l'Apollon Limassol en remplaçant Kévin Gomis à la 66e minute de jeu. L'OGC Nice remporte ce match 1 à 0 mais est tout de même éliminé de la compétition.
Lors du match historique remporté par l'OGC Nice 4-5 à Marseille (16e de finale de Coupe de France), Grégoire Puel, entré en jeu, provoque le but contre son camp de Souleymane Diawara. Il marque son premier but en Ligue 1 contre son ancien club, l'Olympique lyonnais le 1er novembre 2014.
Mais ses faibles performances entraînent de nombreuses critiques sur les raisons de ses titularisations,,. Malgré les critiques pour ses prestations en tant que défenseur, Grégoire Puel bénéficie du soutien inconditionnel de son entraîneur et père qui attend qu'il "progresse dans un environnement qui n'est pas évident" et s'adapte à un poste qui au départ n'est pas le sien. Quant au président Jean-Pierre Rivère, il annonce souhaiter son départ au mercato d'hiver.
Le président résilie son contrat le 31 juillet 2015,.

#### Le Havre AC (2015-2017)
Le 19 août 2015, libre, il s'engage pour deux saisons plus une en option avec le club de Ligue 2 du Havre AC.

Il peine lors de sa première saison à trouver une place de titulaire et n'entre plus dans les plans du nouvel entraîneur havrais Oswald Tanchot si bien qu'il passe sa deuxième année avec la réserve.

Son contrat n'est pas renouvelé à la fin 2017.

#### Gazélec Ajaccio (2017-2019)
Libre de tout contrat après une saison blanche au Havre, le joueur s'engage le 1er juillet 2017 avec le Gazélec Ajaccio pour deux saisons en Ligue 2.

En Corse, il retrouve un statut de titulaire et réalise une saison pleine avec des joueurs de renom comme Damien Perquis ou Jérémie Bréchet.
Toutefois la relégation à l'issue de la saison 2018-2019 vient ternir son parcours ajaccien et il se retrouve libre à la suite de la descente en National.

#### FC Voluntari (2020)
Sans club depuis un an, Grégoire Puel s'engage pour la saison 2020-2021 avec le FC Voluntari, qui évolue en D1 roumaine. Peu utilisé (seulement 41 minutes de jeu), il quitte le club roumain dès le 7 janvier 2021.

#### Villefranche Saint-Jean Beaulieu FC (2021)
Pour la saison 2021-2022, Grégoire Puel rejoint le club de Villefranche qui évolue en National 3. Il s'agit de sa dernière saison en tant que joueur.

#### En sélection nationale
Le 16 mai 2013, Grégoire Puel est convoqué en Équipe de France des moins de 20 ans par Willy Sagnol, en compagnie de ses coéquipiers Valentin Eysseric et Stéphane Bahoken, afin de participer au tournoi de Toulon 2013. Il prend ainsi part en tant que titulaire aux rencontres face à la République démocratique du Congo (victoire 1-0) et la Colombie (défaite 1-3),. La France termine à la troisième place de cette compétition.

### Entraîneur
En 2023, à 31 ans, un an après la fin de sa dernière saison en tant que joueur, Grégoire Puel, qui souhaite se reconvertir comme entraîneur, obtient le BEF. Il devient le coach de US Cap-d'Ail, un club de Régional 2.

## Statistiques
| Saison                | Club                  | Championnat           | Championnat | Championnat | Coupe nationale | Coupe nationale | Coupe de la Ligue | Coupe de la Ligue | Compétition(s) continentale(s) | Compétition(s) continentale(s) | Compétition(s) continentale(s) | Total | Total |
| Saison                | Club                  | Division              | M.          | B.          | M.              | B.              | M.                | B.                | Comp.                          | M.                             | B.                             | M.    | B.    |
| 2012-2013             | OGC Nice              | Ligue 1               | 8           | 0           | 0               | 0               | 0                 | 0                 | -                              | -                              | -                              | 8     | 0     |
| 2013-2014             | OGC Nice              | Ligue 1               | 29          | 0           | 3               | 1               | 0                 | 0                 | C3                             | 1                              | 0                              | 33    | 1     |
| 2014-2015             | OGC Nice              | Ligue 1               | 27          | 1           | 0               | 0               | 1                 | 0                 | -                              | -                              | -                              | 28    | 1     |
| Sous-total            | Sous-total            | Sous-total            | 64          | 1           | 3               | 1               | 1                 | 0                 | -                              | 1                              | 0                              | 69    | 2     |
| 2015-2016             | Le Havre AC           | Ligue 2               | 15          | 0           | 1               | 0               | 0                 | 0                 | -                              | -                              | -                              | 16    | 0     |
| 2016-2017             | Le Havre AC           | Ligue 2               | 0           | 0           | 0               | 0               | 0                 | 0                 | -                              | -                              | -                              | 0     | 0     |
| Sous-total            | Sous-total            | Sous-total            | 15          | 0           | 1               | 0               | 0                 | 0                 | -                              | -                              | -                              | 16    | 0     |
| 2017-2018             | Gazélec Ajaccio       | Ligue 2               | 32          | 1           | 2               | 0               | 0                 | 0                 | -                              | -                              | -                              | 34    | 1     |
| 2018-2019             | Gazélec Ajaccio       | Ligue 2               | 12          | 0           | 3               | 0               | 1                 | 0                 | -                              | -                              | -                              | 16    | 0     |
| Sous-total            | Sous-total            | Sous-total            | 44          | 1           | 5               | 0               | 1                 | 0                 | -                              | -                              | -                              | 50    | 1     |
| 2020-2021             | FC Voluntari          | Liga I                | 2           | 0           | -               | -               | -                 | -                 | -                              | -                              | -                              | 2     | 0     |
| 2021-2022             | Villefranche SJB      | National 3            | 17          | 0           | -               | -               | -                 | -                 | -                              | -                              | -                              | 17    | 0     |
| Total sur la carrière | Total sur la carrière | Total sur la carrière | 142         | 2           | 9               | 1               | 2                 | 0                 | -                              | 1                              | 0                              | 154   | 3     |